# Другий Загальнобілоруський конгрес

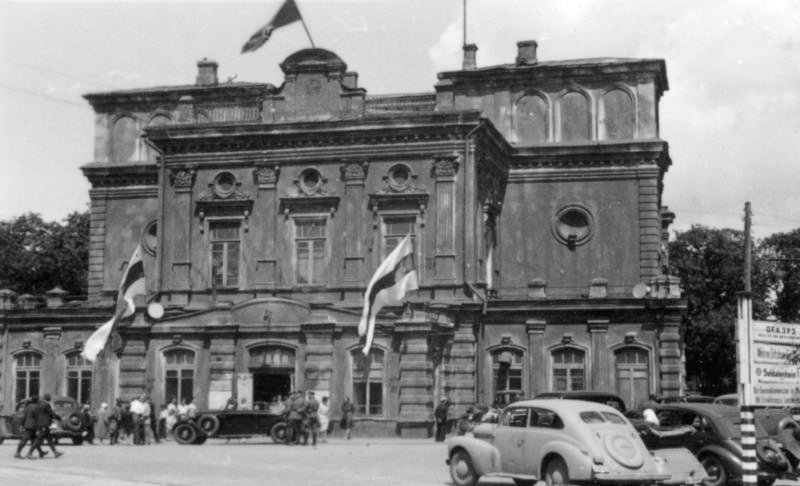
Будівля театру в Мінську, де проходило засідання конгресу. Червень 1943 року

Другий Загальнобілоруський Конгрес — проходив 27 червня 1944 р. у Мінську.
Був скликаний БЦР з дозволу в.о.генерального комісара Білорусі К. фон Готберга.
На конгресі були присутні 1039 депутатів від різних районів Білорусі та білоруських об'єднань за її межами. Зі звітами та рефератами на ньому виступили Р. Астровський, Жарський, М.Шкяльонак, Є. Калубович. Резолюція конгресу носила антиросійський та антибільшовицький характер. Керуючися Третьою Статутною грамотою Ради БНР від 25 березня 1918 р., він не визнавав БРСР і проголошував БЦР єдиним повноправним представником білоруського народу